# ابن قراقوش المكناسي
ابن قراقوش المكناسي أو الحاج قرقوش هو متصوف وتاجر عرف بثورته الفاشلة على أحمد المنصور الذهبي.

## نشأته
لا يُعرف عن نشأته سوى أنه من مدينة مكناس، يمتهن صناعة الحايك، وأضحى بعد ذلك متصوفا يهيم على وجهه بين القبائل الجبلية شمال البلاد بحثا عن الأنصار. ثم استقر به الحال في قرية تيزيران في بلاد غُمارة، وتزوَّج ابنة أحمد بن موسى شيخَ قبيلة بني خالد.

## ثورته
مستغلا سمعته وكثرة أتباعه أعلن ابن قراقوش أنه ابن السلطان الغالب بالله وأنه المهدي المنتظر جاء لإحلال السلام والعدل بعد أن امتلأت الأرض جورا  فانضم له الكثير. واستغلّ ابن قراقوش قساوة الشتاء التي تنقطع بسببها كل المواصلات تقريبا في العديد من المناطق ليعلن نفسه يوم 27 نونبر 1587 سلطانا.
وفي الربيع أرسل ولي العهد وحاكم فاس جيشا من ستة آلاف رجل يتقدمهم القائد محمد بن بجّة. حاول ابن قراقوش في البداية الاحتماء في أحد الثغور الإيبيرية شمال المغرب غير أن فطنة رجال المخزن في تلك المنطقة دفعته إلى التحصّن في نواحي وادي المخازن بعد أن أبرز المنصور بطلان دعوته ونسبه المزعوم. يروي الفِشتالي أن ابن قراقوش أرسل ثلاثة من أتباعه المتخفّين في زي المتصوفة للبحث عن طعام في أحد أسواق منطقة القصر الكبير. وقد أثار حضور هؤلاء الأغراب الثلاثة في سوق صغير فضول الشريف عبد الله بن عبد الرحمان الذي أوقفهم وسلمهم إلى قائد قصبة سريف. كما يروي أن ابن قراقوش أرسل ثلاثة من أتباعه المتخفّين في زي المتصوفة للبحث عن طعام في أحد أسواق منطقة القصر الكبير. وقد أثار حضور هؤلاء الأغراب الثلاثة في سوق صغير فضول الشريف عبد الله بن عبد الرحمان الذي أوقفهم وسلمهم إلى قائد قصبة سريف.

## نهايته
وعلى عجالةٍ نُقِلَ ابنُ قراقوش إلى فاسٍ ليأمُرَ وليَّ العهدِ بإعدامهِ في 17 يونيو 1588، وعقب ذلك عُلِّقت جثته على البُرجِ الجديد بجانب باب السّبع، وأرسِلَ رأسهُ إلى مراكش حيث عُلِّقَ على رأسِ رُمحٍ معروضًا في السَّاحةِ المركزيةِ للقصبة الموحدية. وبعد بضعة أشهر أعلن السلطان عن عفو يشمل سكّان المنطقة جميعهم باستثناء قرية تيزيران.

## نتائج ثورته
كان من نتائج ثورته أن عرفت بلاد غمارة فترة حالكة من حياتها، وانتشر الهلع والرهب، وسيطر الخوف واليأس على النفوس، وأصابت قبيلة بني خالد بصفة خاصة كارثة ماحقة لم ينفع فيها توسل ولا استشفاع.

### فهرس المنشورات
- عبد العزيز الفشتالي (1972)، مناهل الصفا في مآثر موالينا الشرفا، تحقيق: عبد الكريم كريم، الرباط: وزارة الأوقاف والشؤون الإسلامية المغربية، OCLC:1353071420، QID:Q125543521
- أحمد بن خالد الناصري (1997)، الاستقصا لأخبار دول المغرب الأقصى، تحقيق: جعفر  الناصري، محمد الناصري، الدار البيضاء: دار الكتاب، OCLC:741098443، QID:Q125545057

## أنظر أيضا
- معركة وادي اللبن
- الاستقصا لأخبار دول المغرب الأقصى